# IC 221
IC 221 — галактика типу Sc (компактна спіральна галактика) у сузір'ї Трикутник.
Цей об'єкт міститься в оригінальній редакції індексного каталогу.